# Kemerhisar
Kemerhisar ist eine Gemeinde im Landkreis Bor der türkischen Provinz Niğde. Im Jahr 2011 hatte der Ort 5348 Einwohner.
Kemerhisar liegt etwa 8 Kilometer südlich von Bor und 20 Kilometer südwestlich der Provinzhauptstadt Niğde. Es liegt in der Hochebene Bor Ovası am Ostrand der Ereğli Ovası, westlich der Fernstraße D-805 von Niğde nach Ulukışla.

## Sehenswürdigkeiten
Kemerhisar liegt an der Stelle der antiken Stadt Tyana, die wiederum den Platz des hethitischen Tuwanuwa und des spätluwischen Tuwana einnimmt. Von Tyana ist unter anderem ein beeindruckender Aquädukt erhalten. Östlich des Ortes bei Bahçeli liegt die archäologische Fundstätte Köşk Höyük, ein seit dem Neolithikum bewohnter Siedlungshügel. In Kemerhisar wurde die Stele von Bor aus dem 8. Jahrhundert v. Chr. gefunden, die den spätluwischen Herrscher Warpalawa zeigt.